# 三種の神器 (電化製品)
電化製品の三種の神器（さんしゅのじんぎ）とは、戦後日本に普及した3種類の耐久消費財である。
歴代天皇に伝わる三種の神器になぞらえた呼称は、新しい生活・消費習慣を表すマスメディア主導のキャッチコピーであり、豊かさや憧れの象徴でもある。そのため、「三種の神器」と呼ばれ始めた時点における当該製品群の普及率はそれほど高くない。

## 元祖「三種の神器」
高度経済成長期に突入した1950年代の中頃、冷蔵庫・洗濯機・掃除機の家電3品目が『三種の神器』として喧伝された（後に掃除機に代わり白黒テレビとなる。）。
これらのうち最も早く普及したのは白黒テレビで、逆に一番遅かったのは冷蔵庫である。当初テレビ受像機は非常に高価であったため、街頭テレビやキャラバン隊を通じて宣伝され、電器店の店頭のみならず銭湯や裕福な家庭には、プロレス中継など人気番組の放映時には近隣住民が寄り合い、一同鑑賞する光景が当たり前のように見られていた。その後総合家電メーカーの市場参入による量産効果で価格が急速に低下し、折からのプロ野球などのスポーツ中継人気と、1958年のミッチー・ブームを期に爆発的に普及した。同年にはテレビ時代を象徴する東京タワーも完成している。三種の神器の普及により、それまではハリウッド映画の中でしか見られなかったテレビや冷蔵庫を実際の生活で使用できるようになった。こうしたことが可能となった背景には、当時の日本の電力事情が好転したということも挙げられる。

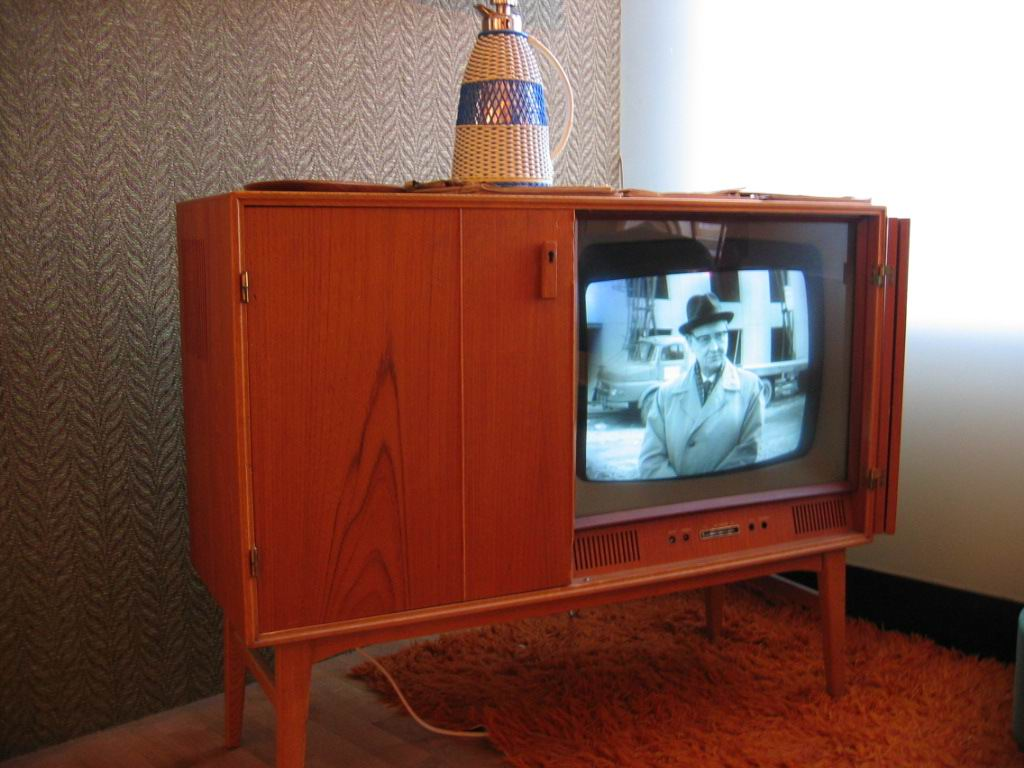
白黒テレビ
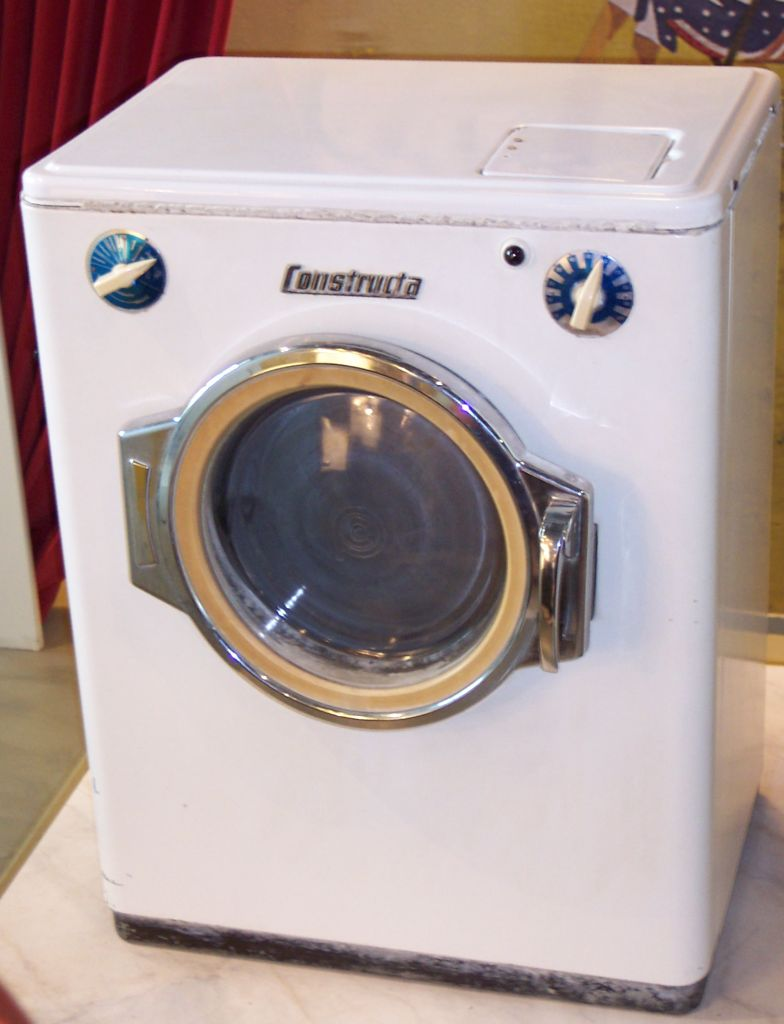
洗濯機
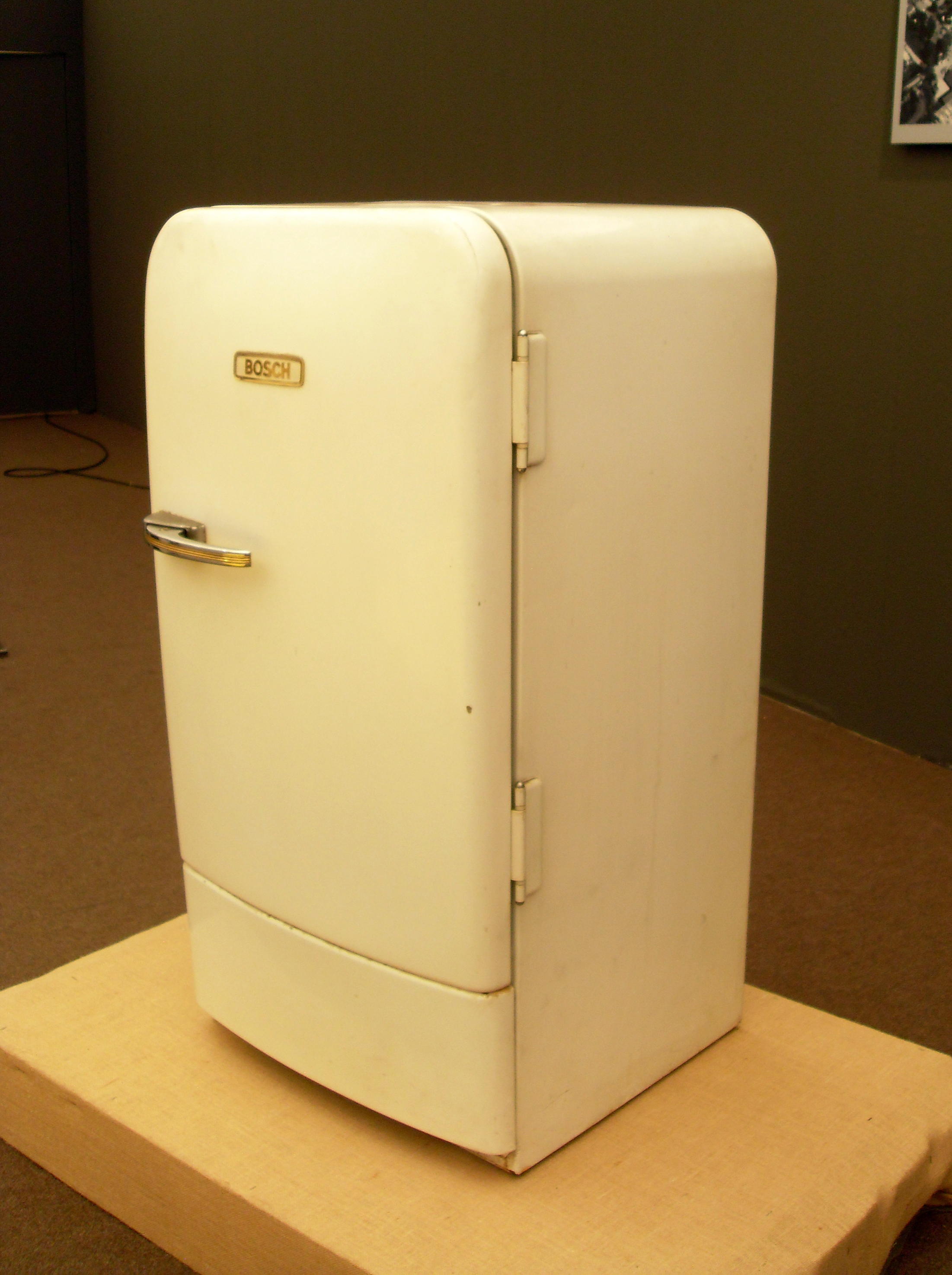
冷蔵庫

## 3C・新3C
以降、様々な新・三種の神器が登場することになる。1960年代中盤のいざなぎ景気時代には、カラーテレビ (Color television)・クーラー (Cooler)・自動車 (Car) の3種類の耐久消費財が新・三種の神器として喧伝された。これら3種類の耐久消費財の頭文字が総じてCであることから、3Cとも呼ばれた。中でも普及が早かったのは1964年東京オリンピックを境に売れ出したカラーテレビで、一番遅かったのはクーラーである。さらに、1968年には、電子レンジ(Cooker)、別荘(Cottage)、セントラルヒーティング(Central heating)が新3Cと呼ばれるようになった。

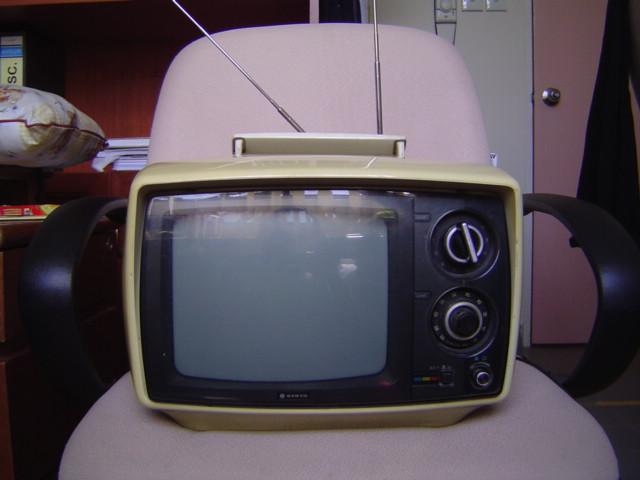
カラーテレビ
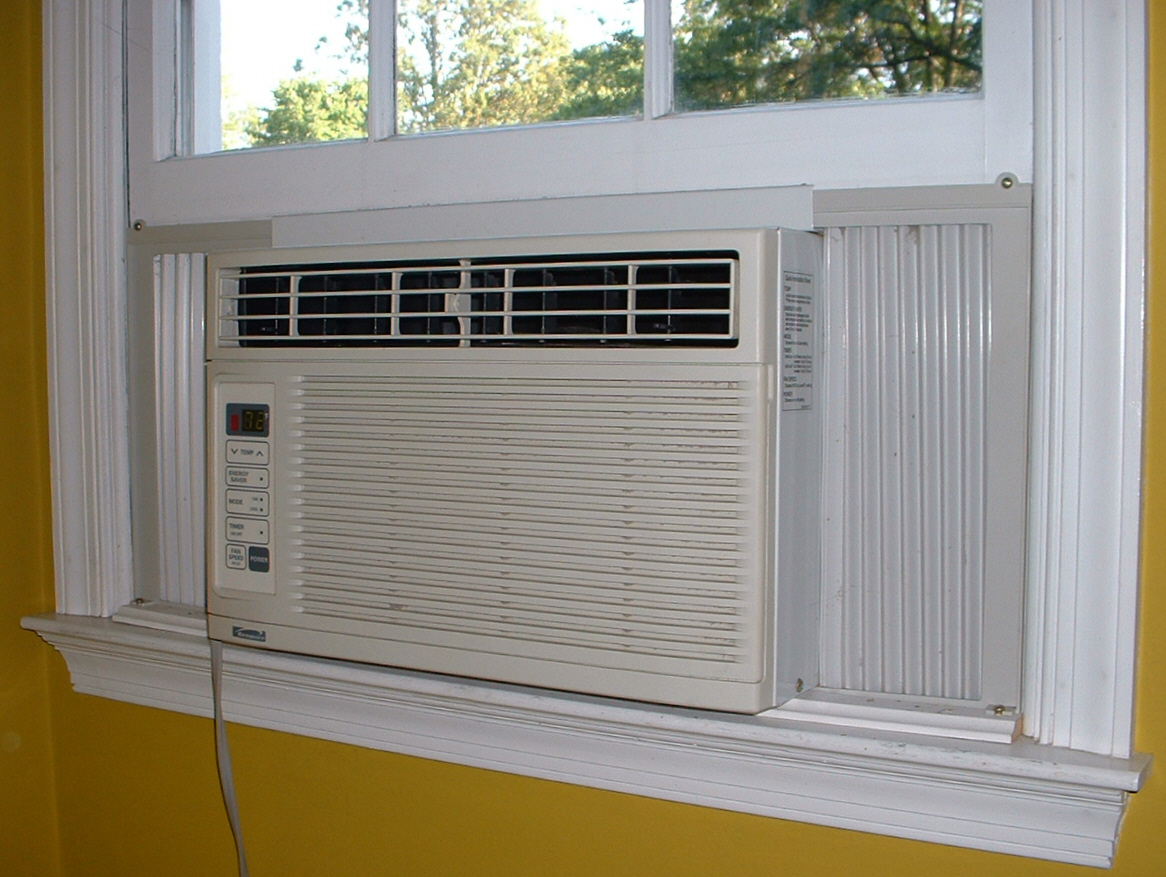
クーラー
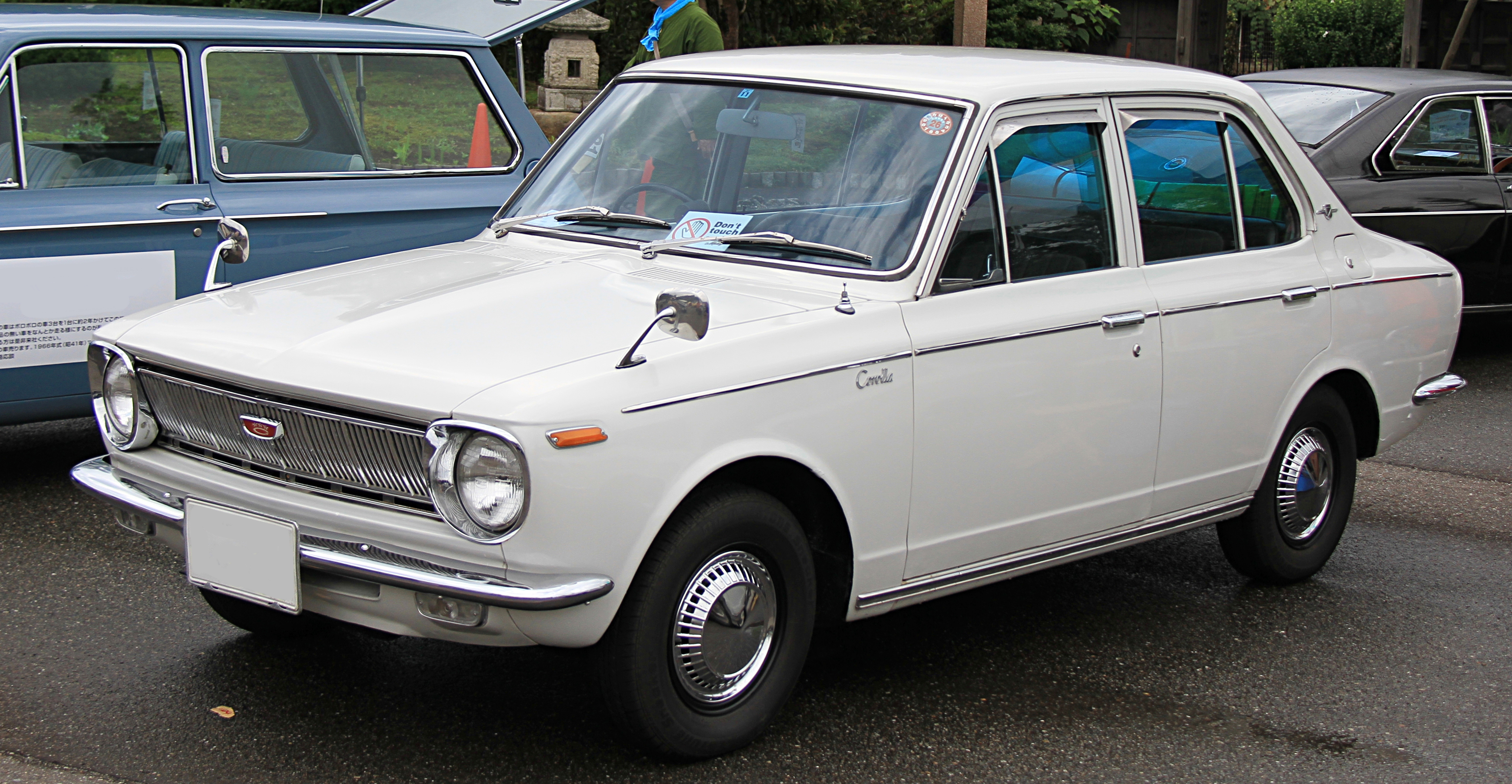
自動車

## 1970年代以降
キャッチコピーとして廃れることなく使い続けられており、様々な新三種の神器が三度マスコミ・メーカー主導で提案されているが、かつてほどの浸透には到っていない。 
1979年7月1日にソニーから発売されたウォークマンは世界の若者のファッション文化を根底から変えたとされ、ローラースケート、デジタル時計とともに新・三種の神器と呼ばれた。

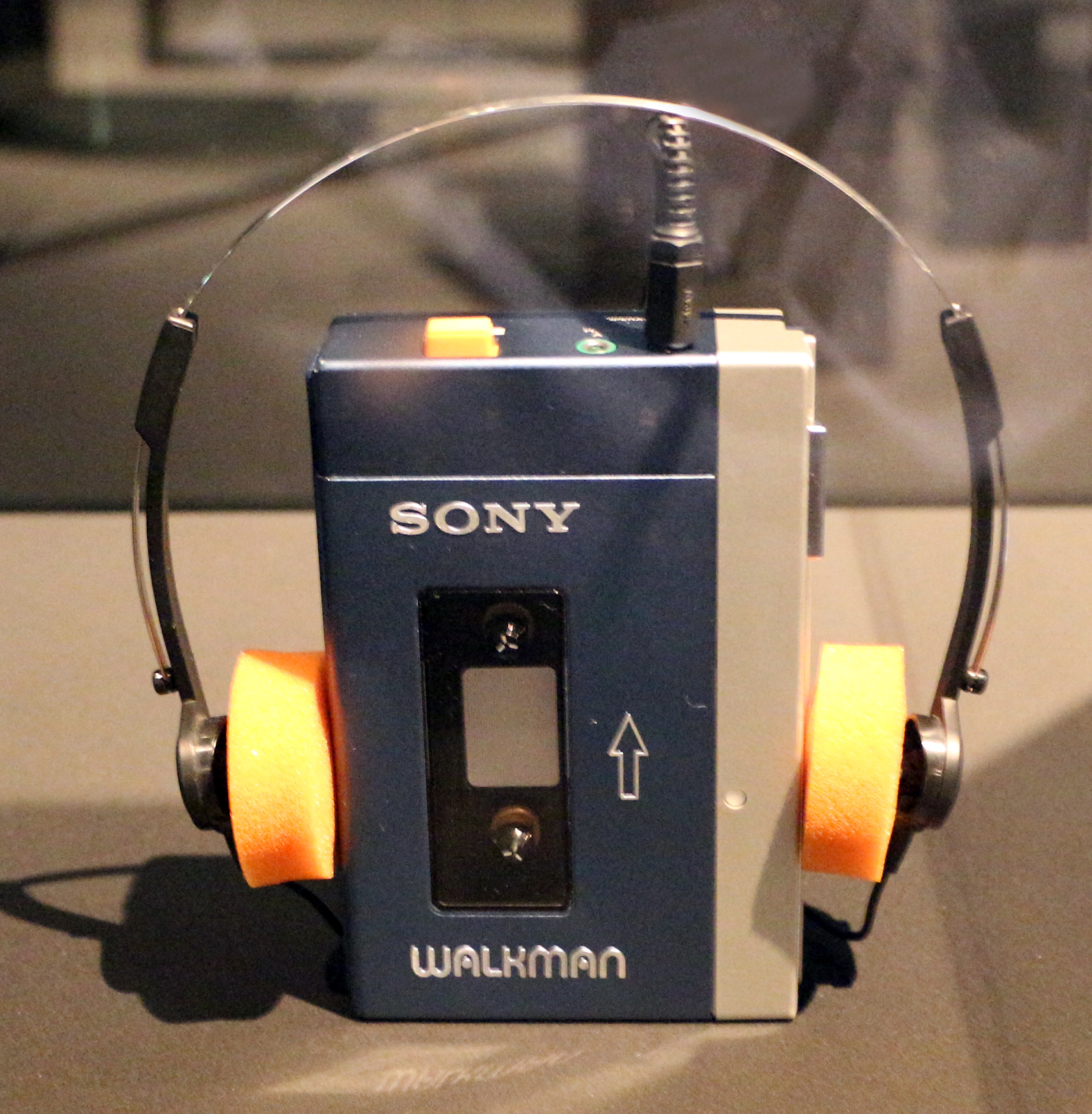
ウォークマン初代機の「TPS-L2」

2003年頃から2010年頃にかけて急速に普及したデジタル家電のデジタルカメラ・DVDレコーダー・薄型テレビも新・三種の神器、またはデジタル三種の神器と呼ばれた。

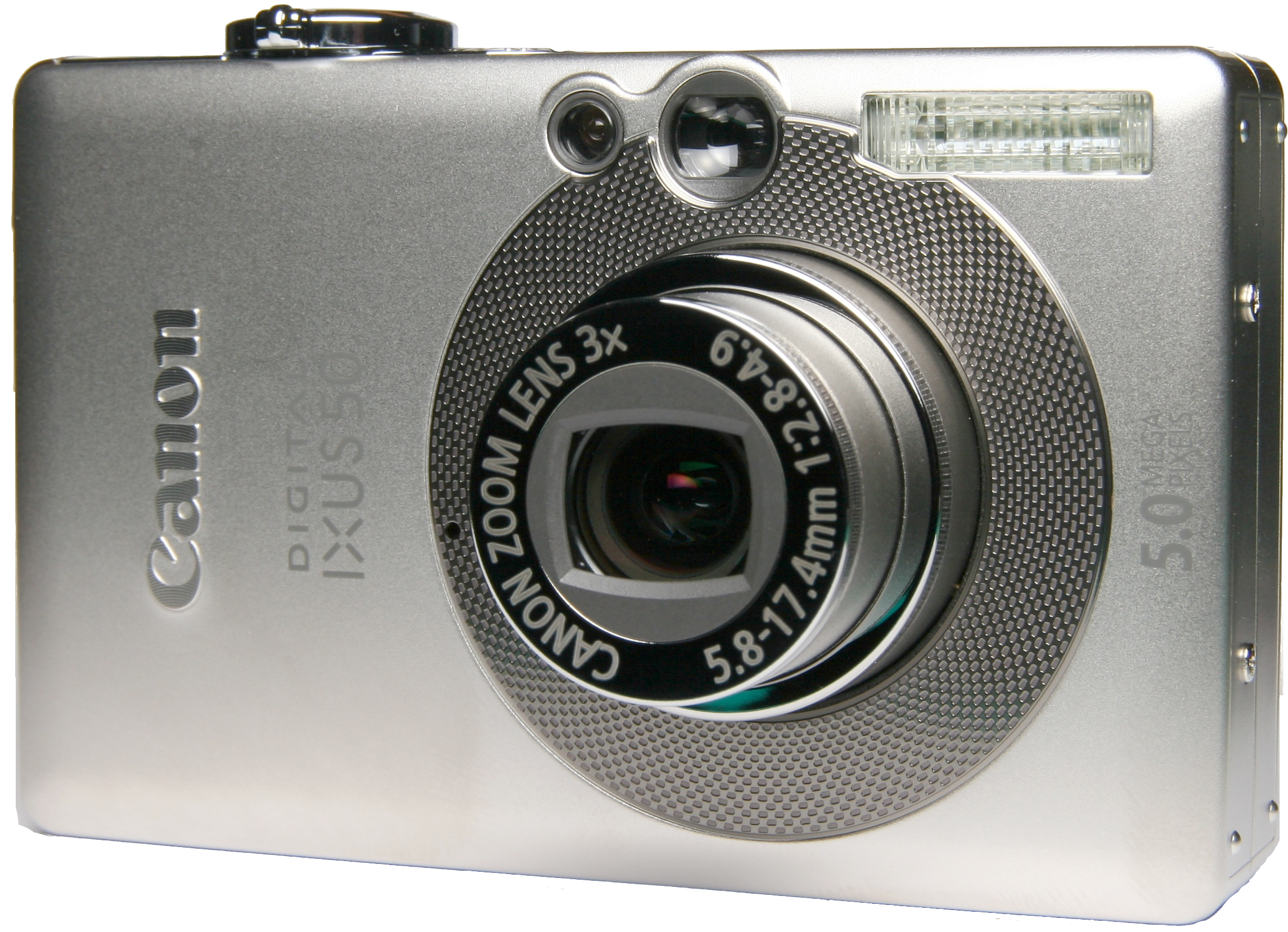
デジタルカメラ
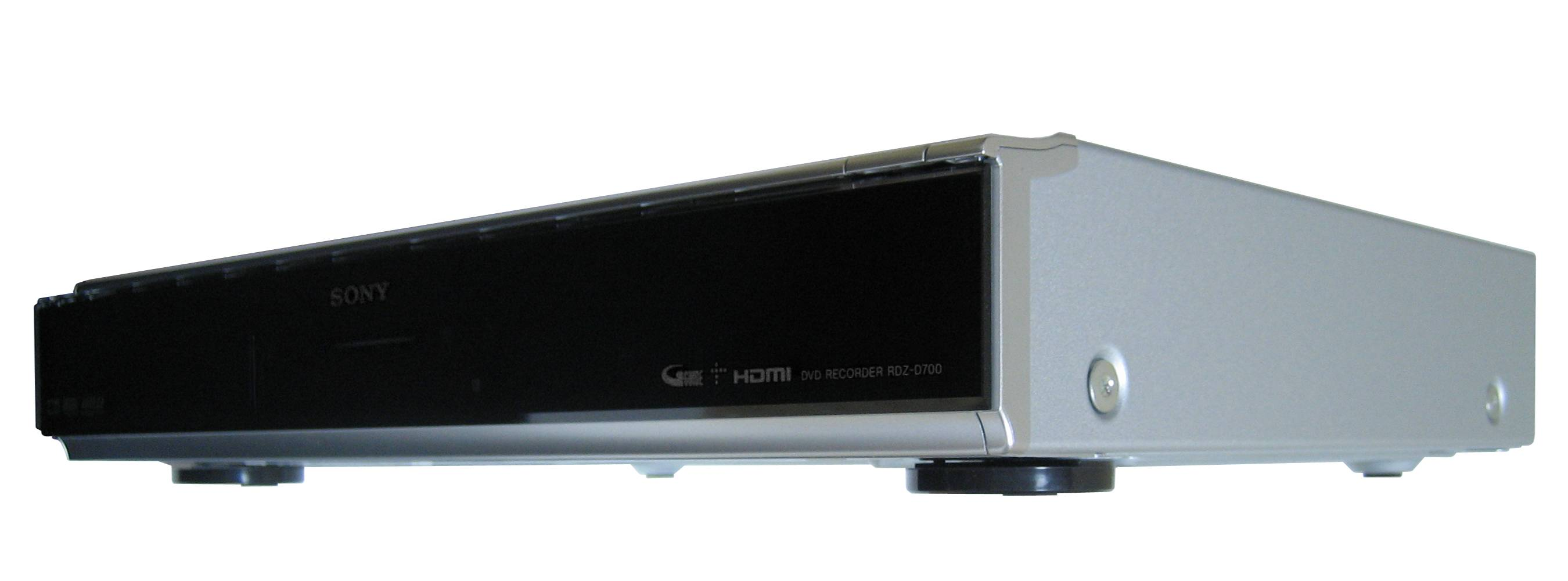
DVDレコーダー
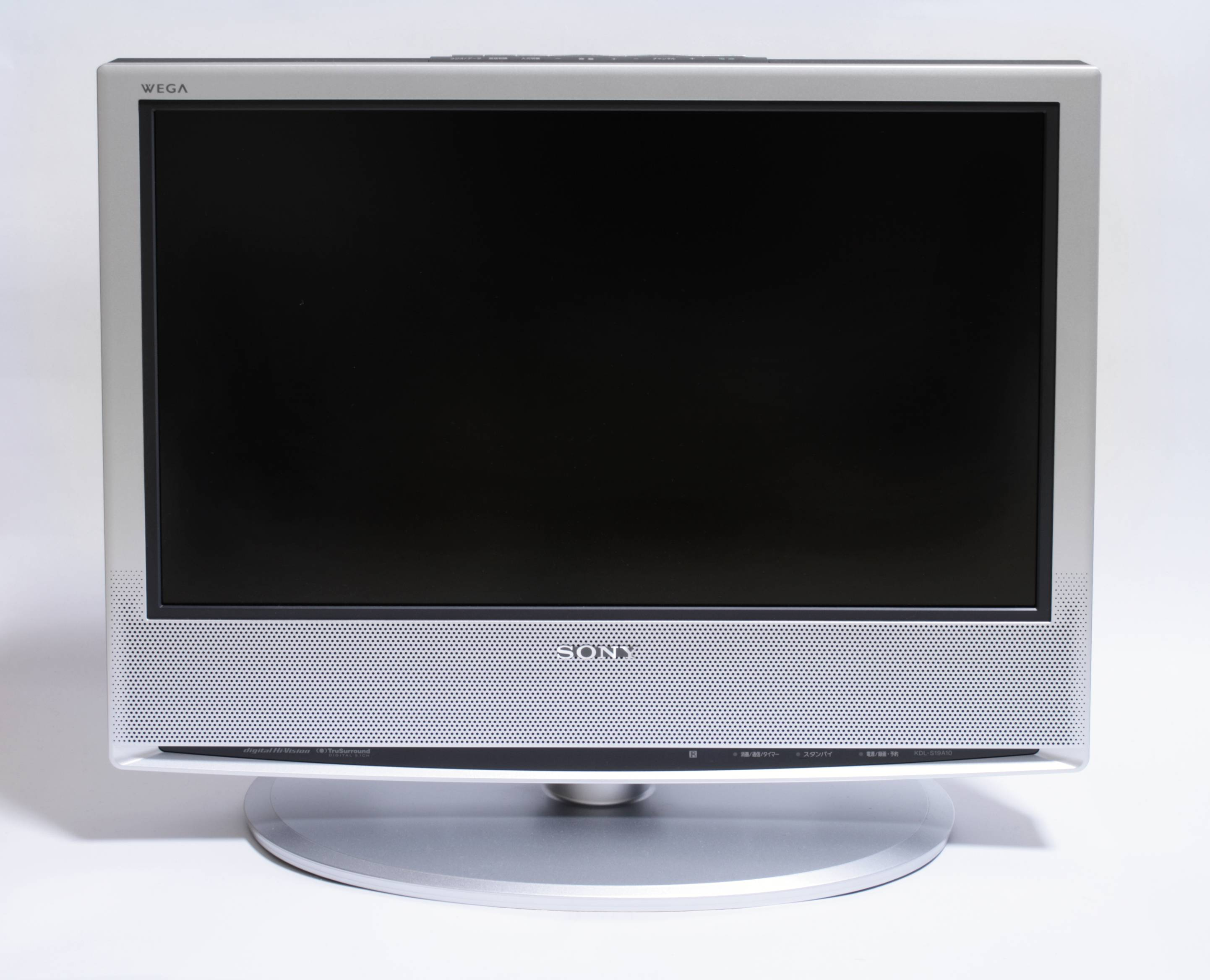
薄型テレビ

2004年4月13日に松下電器産業（現・パナソニック）が、白物家電の食器洗い乾燥機、IHクッキングヒーター、生ゴミ処理機をキッチン三種の神器と提唱した。
2022年7月には大丸松坂屋百貨店によって設立された「未来定番研究所」が行った、藤野達史（空間プロデューサー、一級建築士）と本間朝子（家事プロデューサー）へのインタビューにおいて、藤野は「三種の神器は、昭和の経済成長で得た豊かさを象徴する家電で、新三種の神器は科学技術の進歩で家事の効率化を図れるようになった家電」であり、「個人に寄り添い、家全体の環境を整えるものが、「新・新三種の神器」になる」と語ったうえで、「空調システム」「提案型の冷蔵庫」「快適な睡眠を提供するベッド」の3つをキーワードとして挙げた。一方の本間は「戦後の貧しい中で叶えたかった豊かさを叶えてくれるのが三種の神器で、家事の中心を担っていた女性が社会進出するようになり、余剰時間を生み出したいという願いを叶えてくれる時短家電を新三種の神器」と呼んだと語ったうえで、「AIの農家サービス」「家にいながら健康診断ができる家電」「ペットロボット」の3つをキーワードとして挙げた。